# Haktan Kabay
Haktan Kabay (* 3. Juni 2002) ist ein türkischer Eishockeyspieler, der seit 2024 beim Zeytinburnu Büyükşehir Belediyesi SK in der Türkischen Superliga unter Vertrag steht.

## Karriere
Haktan Kabay begann seine Karriere als Eishockeyspieler beim Narmanspor KS, für den er zunächst in der zweiten türkischen Liga spielte. 2017 stieg er mit Narmanspor in die Superliga auf. 2021 wechselte er zum Buz Adamlar GSK und gewann dort 2022 den türkischen Meistertitel. Anschließend schloss er sich für zwei Jahre dem Buz Beykoz SK an. Seit 2024 spielt er beim Zeytinburnu Belediye SK.

### International
Für die Türkei nahm Kabay im Juniorenbereich in der Division III an den U20-Weltmeisterschaften 2019, 2020 und 2022, als er zum besten Spieler seiner Mannschaft gewählt wurde, teil.
Mit der Herren-Nationalmannschaft spielte er bei den Weltmeisterschaften der Division III 2022 und 2025 sowie der Division II 2024. Zudem vertrat er seine Farben bei der Olympiaqualifikation für die Winterspiele in Mailand 2026.

## Erfolge und Auszeichnungen
- 2022 Türkischer Meister mit dem Buz Adamlar GSK
- 2022 Aufstieg in die Division II, Gruppe B, bei der Weltmeisterschaft der Division III, Gruppe A